# Dirk Vandewalle

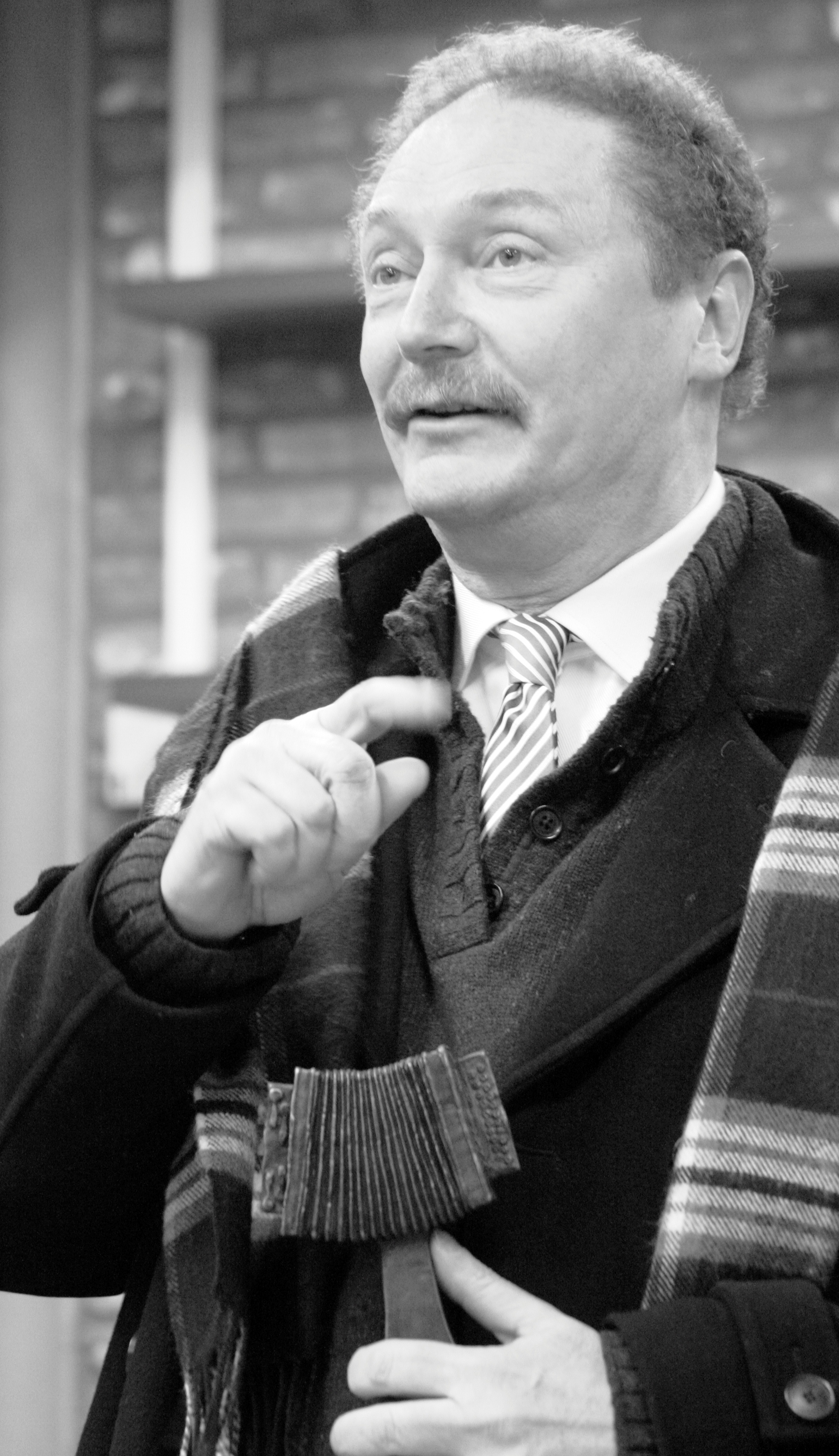
Dirk Vandewalle in februari 2012

Dirk (of Diederik J.) Vandewalle (Lichtervelde, 6 december 1953) is een Belgische professor politieke wetenschappen aan de universiteit van Dartmouth (aan het Government Department). Hij werkte als expert en politiek adviseur mee met Ian Martin, speciaal gezant van de secretaris-generaal van de Verenigde Naties voor de heropbouw, het herstel en de begeleiding naar een economische en bestuurlijke stabiliteit van Libië. Het Internationaal Gerechtshof in Den Haag vroeg Vandewalles advies mocht Kadhafi of een van zijn zonen uitgeleverd worden.

## Libiëkenner
Dirk Vandewalle doctoreerde over het Kadhafi-regime in Libië en kent een deel van de familie van de leider Kadhafi persoonlijk. Vandewalle sprak ooit persoonlijk met Moammar al-Kadhafi.
Toen de 'Arabische Lente' in februari 2011 Libië bereikte, volgden meer dan 300 internationale radio- en tv-interviews, persartikels, commentaren en columns. Vandewalle werd geciteerd door onder meer The New York Times, The Wall Street Journal, NPR, CNN, BBC, AVRO-radio en Al Jazeera. De VRT-nieuwsdienst voerde hem op als expert op radio en televisie (Het Journaal, Terzake) tijdens de Libische burgeroorlog en de nadagen van het Kadhafi-regime. Van de opstand in Libië (15 februari tot 23 oktober 2011) zegt Vandewalle zelf: "Ik weet niet of het een Arabische lente is. De populaire revoluties lijken geen rekening te houden met de economische structuren van hun land. Vijftig procent van de economie is gemilitariseerd en dus is het moeilijk om verandering te brengen."

## Schoolloopbaan
Dirk Vandewalle is de zoon van Georges en Maria Gryspeerdt. Hij liep lagere school in Lichtervelde en in het Klein Seminarie in Roeselare. Zijn middelbaar deed hij in het college van Tielt en het bisschoppelijk college van Veurne. In het secundair organiseerde hij congressen voor een UNESCO-werking, wat hem sympathiek maakte bij de leerkrachten in tegenstelling tot de directie. Als 18-jarige trok hij met Youth for understanding op internationale uitwisseling voor één jaar naar Minnesota. Nadien overtuigden Amerikaanse leraren de ouders van Vandewalle om hem in te schrijven aan de prestigieuze Columbia University in New York. In 1980 behaalde hij zijn Master of International affairs aan het Middle East Institute van de Columbia University en zijn master in de internationale betrekkingen met als specialisatie de politieke economie van het Midden-Oosten. In 1983 werd hij aan die universiteit Master in de Filosofie (Politieke wetenschappen, specialisatie internationale economie en organisatie). In 1988 behaalde hij zijn Ph.D. Deze een Anglo-Amerikaanse variant op de academische graad Doctor is de hoogste academische graad. Zijn dissertatie droeg de titel “The political Economy of Maghrebi Oil : Change and Development in Algeria and Libya.” Vandewalle spreekt en schrijft Nederlands, Frans, Engels, Arabisch, Italiaans en Spaans.

## Onderzoeker
In de periode 1986-1989 bracht postdoctoraal onderzoek hem in Noord-Afrika en het Midden-Oosten: Egypte, Marokko en Algerije. Dankzij zijn Belgisch paspoort kon hij Libië binnen, wat voor een Amerikanen onmogelijk was. Het feit dat Vandewalle twee nationaliteiten geniet, zorgde voor een uniek onderzoeksdomein: er volgden diverse publicaties over Libië en haar leider.

## Selectieve bibliografie
- Als auteur:
  - A history of modern Libya, Cambridge, University Press, 2006.
  - Qadhafi’s Libya, 1969-1994
  - Libya Since Independence: Oil and State-Building, Cornell, University Press, 1998.
  - Libya Since 1969: Quadhafi’s Revolution Revisited

- Als editor:
  - North Africa: Development and Reform in a Changing Global Economy, St. Martin's Press, 1996.
  - Qadhafi's Revolution 1969-1994, St. Martin's Press, 1995.